# Gołąbek piekący

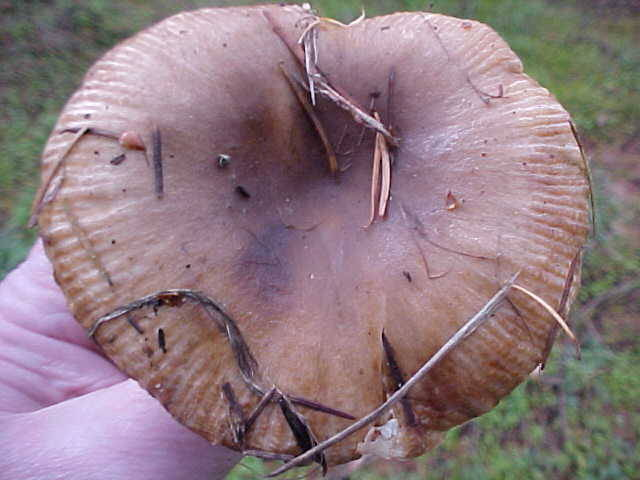

Gołąbek piekący (Russula sororia (Fr.) Romell) – gatunek grzybów należący do rodziny gołąbkowatych (Russulaceae).

## Systematyka i nazewnictwo
Pozycja w klasyfikacji według Index Fungorum: Russula, Russulaceae, Russulales, Incertae sedis, Agaricomycetes, Agaricomycotina, Basidiomycota, Fungi.
Po raz pierwszy opisał go w 1838 r. Elias Fries, nadając mu nazwę Russula consobrina * sororia. Obeną nazwę nadał mu w 1891 r. Lars Romell. Synonimy:
- Russula consobrina var. intermedia Cooke 1889
- Russula consobrina var. sororia (Fr.) Fr. 1838
- Russula livescens var. sororia (Fr.) Quél. 1888
- Russula pectinata var. sororia (Fr.) Maire 1937

Nazwę polską podał Władysław Wojewoda w 2003 r., Alina Skirgiełło w 1991 r. opisywała ten gatunek pod nazwą gołąbek siostrzany.

## Morfologia
Kapelusz
Średnica od 5 do 12 cm, mięsisty, początkowo wypukły, potem rozpłaszczający się, na koniec dość silnie wklęsły. Powierzchnia ciemnoochrowa do brązowoszarej, czasami z lekkim oliwkowym odcieniem, na środku ciemnobrązowa do prawie czarnej, na brzegu sepiowa. Brzeg cienki i dość daleko prążkowany i gruzełkowaty. Skórka lepka, czasami promieniście porysowana, dająca się ściągnąć prawie do środka kapelusza.
Blaszki
o średniej gęstości, przy trzonie niektóre rozwidlone, początkowo bladokremowe, u starszych owocników szare, brązowobrudne lub szarobrązowe. Często mają silnie pomarszczone grzbiety i brudnordzawe plamy.
Trzon
Wysokość od 3,5 do 7 cm, grubość 1–2,5 cm, walcowaty, czasem wygięty u podstawy, z wiekiem gąbczasty. Powierzchnia biała, z czasem z szarobrązowym odcieniem z rdzawymi plamami.
Miąższ:
Zwarty, ale kruchy, biały z czasem przybiera barwę białokremową. Zapach spermy, smak początkowo słabo, ale z czasem silnie piekący.
Wysyp zarodników
Kremowy.
Cechy mikroskopowe;
Zarodniki 6–8,2 × 5,7–7,2 µm, o kształcie od kulistego do szeroko elipsoidalnego, pokryte niskimi brodawkami z łącznikami i słabo zaznaczającymi się grzebieniami, wyraźnie amyloidalne. Podstawki wrzecionowate, 40–65 × 7,5–10 µm. Cystydy 63–110(–225) × 7–11 µm, znajdujące się głęboko w tramie, wrzecionowate i silnie reagujące z sulfowaniliną.
Gatunki podobne
Od gołąbka przyjemnego (Russula amoenolens) odróżnia się bardziej kulistymi zarodnikami i niższymi brodawkami.

## Siedlisko i występowanie
Znane jest występowanie Russula sororia w Ameryce Północnej, Europie, Korei, Japonii i Australii. W Polsce W. Wojewoda w 2003 r. przytoczył 6 stanowisk, w późniejszych latach podano następne.
Naziemny grzyb mykoryzowy. Występuje w lasach liściastych na różnego rodzaju glebach

## Znaczenie
Grzyb niejadalny z powodu palącego smaku.